# Prawda albo konsekwencja
Prawda albo konsekwencja (ang. True Vengeance, 1997) – film sensacyjny produkcji amerykańskiej, z Danielem Bernhardtem obsadzonym w roli głównej (Allen Griffin). Film wydano na rynek video.